# Witkeelsierragors
De witkeelsierragors (Idiopsar erythronotus synoniem: Phrygilus erythronotus) is een zangvogel uit de familie Thraupidae (tangaren).

## Verspreiding en leefgebied
Deze soort komt voor in de Andes van zuidwestelijk Peru, zuidwestelijk Bolivia en noordelijk Chili.